# Black Dog (singel)
Black Dog – utwór angielskiego zespołu rockowego Led Zeppelin z albumu Led Zeppelin IV z roku 1971. Jako singel został wydany w USA i w Australii (na stronie B był utwór Misty Mountain Hop). Dotarł do 15. miejsca Billboardu i 11. miejsca na liście przebojów w Australii.
W 2004 roku „Black Dog” pojawił się na 294. miejscu w zestawieniu „500 Największych Utworów Wszech czasów” zestawionym przez magazyn „Rolling Stone”.

## Inspiracje
Basista John Paul Jones, który napisał główny riff, pomysł na „Black Dog” zaczerpnął z psychodelicznego bluesowego albumu Muddy'ego Watersa, „Electric Mud”. Jones chciał spróbować „elektrycznego bluesa z partią bujającego basu."
Istnieją opinie, że zasadnicza struktura utworu była wzorowana na hardrockowym coverze „Young Man Blues” brytyjskiego zespołu The Who z 1970 roku (autor oryginalny: Mose Allison). Tytuł odnosił się do bezimiennego czarnego labradora, który chodził po studiach Headley Grange podczas nagrywania utworu. Pies nie ma jednak nic wspólnego z tekstem utworu, który mówi o pożądaniu kobiecej miłości i szczęściu, jakie z tego wynika. Plant: „Nie wszystkie moje teksty powinny być poddawane szczegółowej analizie. Rzeczy takie jak Black Dog są po prostu bezczelnie oczywiste - coś w stylu „zróbmy to w łazience”, ale sedno sprawy jest takie samo."

## Nagranie
Fragmenty początku i zatrzymania a cappella zostały zainspirowane utworem z 1969 roku „Oh Well”, autorstwa zespołu Fleetwood Mac. Jimmy Page wraz z zespołem „The Black Crowes” wykonywali „Oh Well” podczas swojej trasy koncertowej w 1999. Pojawił się on również na ich albumie „Live At The Greek”.

Pomimo tego, że schemat gry perkusyjnej wydaje się prosty, tak naprawdę w „Black Dog” zastosowano skomplikowany, zmieniający się znak metryczny. Członkowie zespołu twierdzili czasem, że miało to zniechęcić zespoły grające ich covery do grania tego utworu. Jeśli podgłośni się wystarczająco wysoko, można usłyszeć, jak Bonham uderza pałkami przed każdym riffem.
Wokal Planta został nagrany przy zaledwie dwóch podejściach.

## „Kariera” utworu
"Black Dog” stał się jednym ze znaków rozpoznawczych Led Zeppelin i był często grany na koncertach - po raz pierwszy w Ulster Hall w Ulsterze 5 marca 1971 (to również na tym koncercie po raz pierwszy zagrali na żywo Stairway to Heaven).
Różne wersje tego utworu grane na żywo można usłyszeć na albumach The Song Remains the Same, Led Zeppelin DVD, How the West Was Won  oraz na Led Zeppelin BBC Sessions.